# Degtow
Koordinaten: 53° 51′ N, 11° 13′ O
Degtow ist ein Ortsteil der Stadt Grevesmühlen im Landkreis Nordwestmecklenburg in Mecklenburg-Vorpommern.

## Geografie
Degtow liegt etwa 2,5 Kilometer südöstlich des Grevesmühlener Stadtzentrums. Das Gelände befindet sich zirka 25–33 Meter über dem Meeresspiegel. Der Poischower Mühlenbach durchfließt den Ort und mündet beim Ortsteil Wotenitz in die Stepenitz. Im Westen grenzt das 1994 ausgewiesene Naturschutzgebiet Kalkflachmoor und Mergelgruben bei Degtow an. Von der Schutzfläche umschlossen liegt 400 Meter westlich von Degtow eine weitere Wohn- und Gewerbefläche, ehemals war sie der Standort einer Ziegelei. Nördlich der Wohnbebauung Degtows verläuft die Bahnstrecke Lübeck–Bad Kleinen, deren nächster Bahnhof in Grevesmühlen liegt. Es bestehen Straßenverbindungen in die Stadt und zum Ortsteil Neu Degtow.

## Geschichte
Der ursprüngliche Name des Ortes ist Degetow. Bereits 1230 wurde er als Degetowe, 1267 als Deghetowe erwähnt. Der Name könnte aus dem slawischen degot für Birkenteer abgeleitet worden sein.
Laut Wiebekingscher Karte wurden die heute unter Naturschutz stehenden Flächen um 1780 als Weide genutzt. Um 1817 wurde der Poischower Mühlenbach begradigt und mit der Entwässerung des Moores begonnen. Vom 19. Jahrhundert bis hinein ins Jahr 1988 baute man Mergel für die Ziegelproduktion ab. Als Brennstoff wurde Torf aus den Mooren verwendet, außerdem wurde westlich der Ziegelei Wiesenkalk abgebaut, wovon noch heute die offenen Wasserflächen zeugen.
Am 1. Juli 1950 wurde die bisher eigenständige Gemeinde Hamberge eingegliedert.
Am 1. Juli 1961 musste die Gemeinde Degtow ihre Selbständigkeit aufgeben. Sie kam zu Grevesmühlen.